# Monastero Nazareth del Verbo Incarnato
Il monastero “Nazareth del Verbo Incarnato” è un edificio religioso situato nel comune di Quartu Sant’Elena, in località “Terra Mala”, appartenente all’Ordine delle Carmelitane scalze.

## Storia
Nel 1952 alcune giovani monache carmelitane sarde del monastero carmelitano di Loreto espressero il desiderio di erigere un monastero carmelitano nel territorio dell’arcidiocesi di Cagliari. Pur non essendo possibile realizzare nell’immediato questo progetto, le monache conservarono tale intenzione nell’orazione comunitaria.
Nel 1986 si presentò una prima occasione per la fondazione di una comunità in Sardegna, con l’offerta da parte di una generosa famiglia cagliaritana di una casa privata nei pressi del capoluogo. L’offerta fu però declinata, in quanto la villa, pur di pregevole fattura, venne ritenuta troppo piccola e inadatta alle regole della clausura.
Nel 1989, una famiglia donò un terreno in località “Is Callitas” a Terra Mala, nel territorio comunale di Quartu Sant'Elena. Si fece avanti un benefattore, disponibile a coprire tutte le spese per la realizzazione di un convento carmelitano. L'arcivescovo di Cagliari Ottorino Pietro Alberti accolse la richiesta da parte del convento di Loreto di aprire una nuova comunità carmelitana in quella località, e lo stesso comune di Quartu Sant’Elena venne incontro alle necessità edilizie, concedendo la deroga per l’edificazione della struttura, in quanto sarebbe dovuta sorgere in un territorio con divieto di costruzione. La progettazione fu affidata all’ingegnere Pier Giorgio Ibba.
La posa della prima pietra avvenne il 1º maggio 1994, e tre anni dopo, il 25 maggio 1997, nella solennità della Santissima Trinità, fu inaugurata la struttura del convento. Nonostante non fosse ancora pienamente completa, consentiva al primo nucleo di monache lo svolgimento della vita contemplativa. 
Il 29 giugno 2001 venne consacrata la chiesa del convento, dedicata alla Sacra Famiglia.

## La struttura
Il convento sorge nei pressi del nuraghe Su Lillu, in una conca nei pressi di Bruncu Casteddu. Essendo un monastero di clausura, è costituito di ambienti pubblici e ambienti claustrali. Tra gli ambienti pubblici è da menzionare la chiesa, dedicata alla Sacra Famiglia, costruita prendendo come modello gli edifici religiosi campestri di arte romanica.
Tra gli ambienti di clausura è da menzionare il chiostro, ampio e spazioso, importante nella simbologia e nella vita monastica.